# Volcán Mawenzi
El volcán Mawenzi es estratovolcán, y una de las tres cumbres que componen el macizo del Kilimanjaro, ubicado en el cordón montañoso al este del Gran Valle del Rift, en Tanzania. Con una altura de 5.149 m s. n. m., es la segunda cima más alta del país, y la tercera más alta de África.